# Dicliptera sparsiflora
Dicliptera sparsiflora är en akantusväxtart som först beskrevs av Christian Gottfried Daniel Nees von Esenbeck, och fick sitt nu gällande namn av Christian Gottfried Daniel Nees von Esenbeck. Dicliptera sparsiflora ingår i släktet Dicliptera och familjen akantusväxter. Inga underarter finns listade i Catalogue of Life.